# George Frankenstein
George Leo „Frank“ Frankenstein, Taufname Georg Leo Tracht (* 26. Juni 1825 in Raidelbach, Landratsbezirk Lindenfels, Großherzogtum Hessen; † 15. September 1911 in Poughkeepsie, New York), war ein deutschamerikanischer Landschafts- und Porträtmaler sowie Journalist.

## Leben
George Frankenstein war das vierte Kind und der zweitjüngste Sohn des lutherischen Kantors, Privatlehrers und späteren Möbelschreiners Johannes Tracht (auch Drach, 1789–1842) und dessen Ehefrau Anna Katharina, geborene Vollhard (auch Vollhart, 1792–1871). George hatte zwei Schwestern und drei Brüder: den Porträt-, Genre- und Landschaftsmaler John Frankenstein, den Landschaftsmaler Godfrey Frankenstein, Marie Frankenstein, die als Landschafts- und Blumenmalerin, Bildhauerin und Deutschlehrerin wirkte, den Landschaftsmaler und Mathematiker Gustavus Frankenstein und schließlich Eliza Frankenstein, welche ebenfalls als Landschaftsmalerin hervortrat. 
In der deutschen Heimat hatte der Vater in der Zeit der Demagogenverfolgung seine Stelle als Kantor und seine Zulassung als Privatlehrer verloren, nachdem bekannt geworden war, dass er mit dem in die Schweiz emigrierten Burschenschafter Adolf Ludwig Follen korrespondiert hatte. So der Existenzgrundlage beraubt hatte sich der Vater entschlossen, mit seiner Familie in die Vereinigten Staaten auszuwandern. Die Familie kam 1831/1832 nach Cincinnati, Ohio, wo sie wegen der schlecht klingenden englischen Aussprache ihres Familiennamens Tracht (Drach) ihn in Frankenstein änderte, möglicherweise nach der Burg Frankenstein bei Darmstadt, in deren Nähe der Vater geboren worden war. Auch die Namen der Kinder wurden anglisiert.
George wuchs zunächst in Cincinnati auf und zog 1849 mit seiner Familie nach Springfield, Ohio, wo seine Mutter für sich und ihre Kinder ein Grundstück mit Haus erworben hatte. In den frühen 1850er Jahren half er seinem Bruder Godfrey in New York City, das Moving Panorama of Niagara Falls anzufertigen. Als dieses nach seiner Uraufführung in New York auf eine Ausstellungstournee durch die Vereinigten Staaten zog, reiste er mit. Zurück in Springfield arbeitete er eine Weile als Porträtmaler, ehe er mit Ausbruch des Sezessionskriegs im Range eines Private in das Unionsheer eintrat, wo er in der Kompanie C des 79th Indiana Infantry Regiments Dienst tat. Nach Ende des Kriegs bereiste er 1866 im Auftrag von US-Außenminister William H. Seward die Kriegsschauplätze von Gettysburg, Knoxville, Atlanta, Vicksburg und in Virginia, um sie zu dokumentieren, „bevor irgendwelche Änderungen an ihren Merkmalen vorgenommen wurden“ („before any changes in their features had been made“). Seine dabei entstandenen Landschaftsskizzen stellte er 1866 in Gettysburg aus.
Anschließend arbeitete er als Reporter für die Zeitungen Daily Register in Sandusky, Ohio, und Daily Courier in Lafayette, Indiana. Von 1875 bis 1903 lebte er in New York City, zeitweise zusammen mit seinem Bruder Gustavus am Broadway. Dort arbeitete er ab 1883 als Kunstkritiker für das Blatt The Turf, Field and Farm. 1904 zog er sich in das Pringle Memorial Home in Poughkeepsie, New York, zurück, wo er 1911 im Alter von 86 Jahren verstarb.
Seine historisch bedeutenden Bilder von Kriegsschauplätzen des Sezessionskriegs wurden 1888 auf einer Auktion in New York angeboten. Ein Teil wurde 1948 als The George L. Frankenstein Memorial Collection dem National Park Service übereignet und in den 1970er Jahren zwischen den National Historic and Military Parks in Appomattox, Fredericksburg, Gettysburg, Shiloh, Chickamauga und dem Region One Office des National Park Service aufgeteilt.